# Hamon

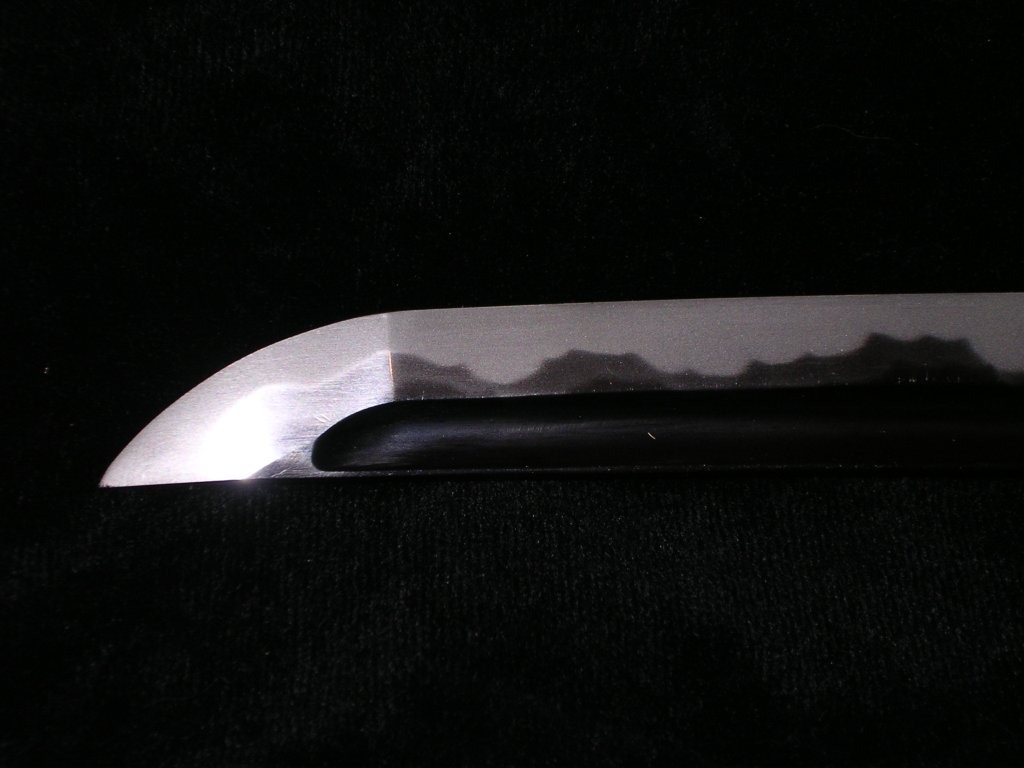
Kisszaki (kitana), melyen a hamon a jakiba körvonalaként jelenik meg. A nioi halvány, a hamont követő világos vonalként látható.

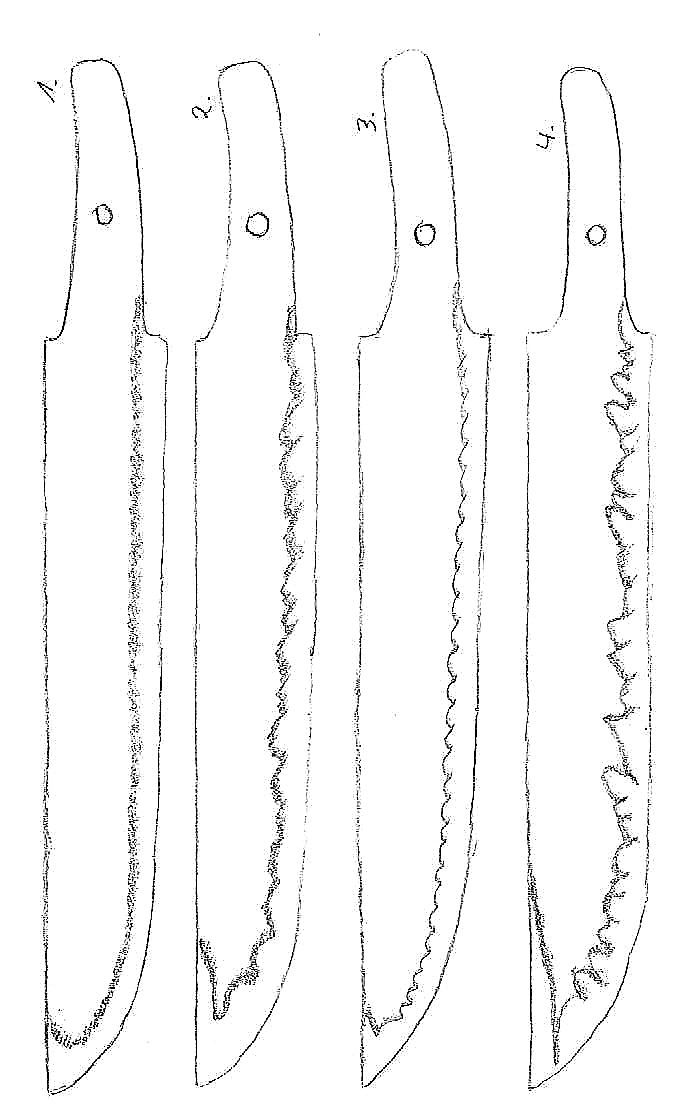
A hamon fajtái

A kardkovácsolásban a hamon (刃文; Hepburn: hamon) (Japánul szó szerint „pengemintázat”) egy vizuális hatás, mely a kard oldala mentén keletkezik az acél edzésekor. A hamon az edzett terület (jakiba) körvonala, mely a vágóélet (ha) is magába foglalja. Az ily módon készített pengéket differenciálisan edzetteknek nevezzük, melyek éle keményebb, mint a gerince (mune). Például a mune 40 HRC, míg a ha 58 HRC keménységű lehet. Ez a keménységi különbség a még a hűtési folyamat (kvencselés) előtt pengére felvitt agyagnak köszönhető. Kevesebb, vagy semennyi agyag használatával a ha gyorsabban hűl, így keményebb, de ridegebb lesz, több agyaggal a mune lassabban hűl ki, így megtartja rugalmasságát.
A hamon jelöli az átmenetet a keményebb, martenzites acél (a penge élénél), és a lágyabb, perlites acél (a penge középső és hátulsó részén) között. Ez a keménységbeli különbség az eljárás célja, a megjelenés csupán egy mellékjelenség. Ennek ellenére a hamon esztétikai minősége fontos, nem csak a differenciális edzés bizonyítékaként, de művészi megjelenéséért is, a mintázatok pedig igen összetettek.
Sok modern gyártmányú kardról hiányzik a természetes hamon amiatt, hogy nem hagyományos technikával készülnek; a hamon megjelenését különféle hozzáadott eljárásokkal érik el, mint a maratás, homokfúvás, vagy a drótkefével való durvább megdolgozás. Néhány természetes hamonnal rendelkező modern gyártmányt is maratnak a hamon formájának kiemeléséért. Egy valódi hamont könnyen fel lehet ismerni az úgynevezett nioi jelenlétéről, amely egy, a hamon mentén futó pár milliméter széles világos, foltozott vonal. A nioit jellemzően erősen dőlt szögben lehet jól látni, és nem reprodukálható maratással vagy egyéb eljárással. Nagyítóval nézve a nioi egy csillogó vonalként látható, mely sok kis martenzit szemcséből áll, és a sötétebb, lágyabb perlit veszi körül.

## Származása
A legenda szerint Jaszucuna Amakuni, a legendás kardkovács fejlesztette ki a differenciális edzés technikáját az i. sz. 8. század körül. Az uralkodó katonáival csatából tért vissza, mikor Jaszucuna észrevette, hogy kardjaik fele törött volt:
„Amakuni és fia, Amakura összegyűjtötték a széttört pengéket és megvizsgálták őket. Elhatározták, hogy készítenek egy pengét, mely nem törhet el a harc alatt, és magányba zárkóztak harminc napra. Mikor újra megjelentek, a hajlított pengét hozták magukkal. A következő tavasszal egy újabb háború folyt. A katonák ismét visszatértek, ám a kardok ezúttal mind egyben voltak, és az uralkodó mosolyogva nézett Amakunira.”
Bár lehetetlen megállapítani a technika feltalálóját, a Jaszucunától fennmaradt kardok i. sz. 749-811-ből arra engednek következtetni, hogy legalábbis segítette a pengék differenciális edzésének hagyományát megalkotni.

## Külső hivatkozások
- Valódi és hamis hamon közötti különbségek (angol)
- A hamon egyes fajtái (angol)
- További szemléltető példák a hamonra

## Fordítás
Ez a szócikk részben vagy egészben  a   Hamon (swordsmithing) című angol Wikipédia-szócikk ezen változatának fordításán alapul.  Az eredeti cikk szerkesztőit annak laptörténete sorolja fel. Ez a jelzés csupán a megfogalmazás eredetét és a szerzői jogokat jelzi, nem szolgál a cikkben szereplő információk forrásmegjelöléseként.